# Do You Believe? Tour
Il Do You Believe? Tour, anche conosciuto come The Believe Tour, fu il quarto tour solista della cantante e attrice Cher.
Il tour si svolse tra il 1999 e il 2000, in supporto al suo album di grande successo Believe.

## Informazioni sul tour
Cher tenne decine di concerti tra Nord America ed Europa. Un concerto singolo ebbe inoltre luogo in Egitto.
Nel dicembre 1999 fu annunciato che altri venti concerti sarebbero stati aggiunti in Nord America a concludere questo tour di grande successo.
Per la prima volta nella sua carriera, Cher toccò l'Italia con un suo tour. La notizia venne resa nota nel luglio 1999, ed il concerto previsto per l'8 di novembre, ma la data venne anticipata. Il 4 novembre il "Do You Believe? Tour" fa tappa al FilaForum di Milano, davanti a più di 7.000 persone.
All'epoca questo fu il tour di Cher più imponente, sebbene in seguito sarebbe stato eclissato dalla sua maratona 2002-2005 del Living Proof: The Farewell Tour.

## Registrazioni
Il concerto del 28 agosto 1999 all'MGM Grand Garden Arena di Las Vegas fu ripreso e trasmesso in forma di special televisivo dal canale statunitense HBO con il titolo "Live at the MGM Grand in Las Vegas".
Lo special ricevette una nomination agli Emmy Awards.
Alla fine del 1999 il concerto fu pubblicato su VHS e DVD con il titolo "Cher: Live in Concert".

## Sinossi del concerto
Come la cantante era già solita fare, durante la performance Cher cambia d'abito diverse volte.
Il costume di apertura concerto, uno spettacolare completo costituito da una gonna di nastri, un top a rete da pesca e una imponente parrucca rossa e riccia, fu definito autoironicamente dalla stessa Cher "un look alla Bozo il clown incrociato a Braveheart" oppure ancora la Super Groundforce Girl in riferimento all'allora popolare show televisivo Groundforce Gardening.
Durante tutto il concerto c'erano dai sette ai nove costumi di scena differenti, a seconda di come si considerano i cambi d'abito, nessuno dei quali tenuto per più di un paio di canzoni.
Cher emerge da sotto il palco su una pedana - ascensore, come una donna dei tempi di "Braveheart", in un'atmosfera da sabba magico, tra candelabri e fumi da caverna, con un parruccone rosso, circondata da ballerini - monaci nello stile "Il nome della rosa": intona una hit degli U2, "I Still Haven't Found (What I' m Looking for)". Per "We All Sleep Alone" sceglie un look alla Louise Brooks con feluca napoleonica e stivaloni sopra al ginocchio, per poi restare in una calzamaglia nera trasparente. Per "The Way of love" si ispira nei colori e nelle fogge al musical "Hair". "Walking in Memphis" la induce a proporsi in video travestita da Elvis. Il nuovo singolo "Dov'è' l'amore", dalla chitarra flamenco, lo propone con atmosfere spagnoleggianti, pantaloni a volants e corpetto con strascico. Le canzoni, in arrangiamenti spesso techno, sono scandite da video che la propongono con l'ex marito Sonny Bono dagli anni sessanta, o nei suoi film ("Le streghe di Eastwick", "Silkwood", "The Mask"). Gran finale con la hit del momento, "Believe": ballerini volteggianti su trapezi e Cher proiettata nel terzo millennio vestita d'argento spaziale.

## Apri-concerto
Gli apri-concerto di Cher durante questo tour furono Cyndi Lauper, Michael McDonald, la girl band delle Wild Orchid e Julio Iglesias Jr.

## Scaletta del tour
1. Video Intro
2. I Still Haven't Found What I'm Looking For
3. All or Nothing
4. The Power
5. Dancers Interlude
6. We All Sleep Alone
7. I Found Someone
8. Video Interlude: Cher's good moments
9. The Way of Love
10. Medley: Half-Breed / Gypsys, Tramps & Thieves / Dark Lady
11. Dancers Interlude: Take Me Home Intro
12. Take Me Home
13. Video Interlude: Cher's Movie Monologue
14. After All
15. Walking in Memphis
16. Just Like Jesse James
17. The Shoop Shoop Song (It's in His Kiss)
18. Interlude: Flamenco Dance, Pt. 1 (eseguito dai ballerini)
19. Dov'è l'amore
20. Interlude: Flamenco Dance, Pt. 2 (eseguito dai ballerini)
21. Strong Enough
22. If I Could Turn Back Time
23. Believe

### Variazioni alla scaletta
La canzone "Heart of Stone" veniva originariamente cantata dopo Just Like Jesse James, ma fu eliminata dopo i primi show in America.

## Recensioni
Le recensioni allo show furono principalmente favorevoli. I critici musicali lodarono il ritorno di Cher all'apice della popolarità e il suo fascino sopra le righe.
Il New York Times scrisse che Cher aveva "la quintessenza della voce rock... stilizzata in modo spettacolare con un tocco di vaudeville scabroso".
Il Washington Post ritenne il concerto una "dinamica, fantasmagorica extravaganza".
Gloria Pozzi del Corriere della Sera scrisse: "Il suo show ha i sapori esagerati dell'autocelebrazione ed è all'insegna del kitsch e dello stile Las Vegas che sconfina nel circense".

## Date del tour
| Nord America      |                      |                 |                                        |
| 16 giugno 1999    | Phoenix              | Stati Uniti     | America West Arena                     |
| 18 giugno 1999    | Houston              | Stati Uniti     | C.W. Mitchell Pavilion                 |
| 19 giugno 1999    | San Antonio          | Stati Uniti     | Alamodome                              |
| 20 giugno 1999    | Dallas               | Stati Uniti     | Starplex Amphitheatre                  |
| 23 giugno 1999    | New Orleans          | Stati Uniti     | Louisiana Superdome                    |
| 25 giugno 1999    | Tampa                | Stati Uniti     | Ice Palace                             |
| 26 giugno 1999    | Ft. Lauderdale       | Stati Uniti     | National Car Rental Center             |
| 29 giugno 1999    | Nashville            | Stati Uniti     | Nashville Arena                        |
| 30 giugno 1999    | Atlanta              | Stati Uniti     | Lakewood Amphitheatre                  |
| 2 luglio 1999     | Cleveland            | Stati Uniti     | Gund Arena                             |
| 3 luglio 1999     | Burgettstown         | Stati Uniti     | Star Lake Amphitheatre                 |
| 5 luglio 1999     | Wantagh              | Stati Uniti     | Jones Beach Amphitheatre               |
| 6 luglio 1999     | Wantagh              | Stati Uniti     | Jones Beach Amphitheatre               |
| 8 luglio 1999     | Wallingford          | Stati Uniti     | SNET Oakdale Theatre                   |
| 10 luglio 1999    | Filadelfia           | Stati Uniti     | First Union Center                     |
| 11 luglio 1999    | Bristow              | Stati Uniti     | Nissan Pavilion                        |
| 13 luglio 1999    | New York             | Stati Uniti     | Madison Square Garden                  |
| 14 luglio 1999    | Holmdel              | Stati Uniti     | PNC Bank Arts Center                   |
| 16 luglio 1999    | Albany               | Stati Uniti     | Pepsi Arena                            |
| 17 luglio 1999    | Mansfield            | Stati Uniti     | Tweeter Center for the Performing Arts |
| 19 luglio 1999    | Toronto              | Canada          | Air Canada Centre                      |
| 21 luglio 1999    | Montréal             | Canada          | Molson Centre                          |
| 2 agosto 1999     | Milwaukee            | Stati Uniti     | Bradley Center                         |
| 4 agosto 1999     | Minneapolis          | Stati Uniti     | Target Center                          |
| 5 agosto 1999     | Kansas City          | Stati Uniti     | Sandstone Amphitheatre                 |
| 7 agosto 1999     | Denver               | Stati Uniti     | McNichols Arena                        |
| 10 agosto 1999    | Edmonton             | Canada          | Skyreach Centre                        |
| 11 agosto 1999    | Calgary              | Canada          | Saddledome                             |
| 13 agosto 1999    | Vancouver            | Canada          | General Motors Place                   |
| 14 agosto 1999    | Seattle              | Stati Uniti     | KeyArena at Seattle Center             |
| 1º agosto 1999    | San Francisco        | Stati Uniti     | Shoreline Amphitheatre                 |
| 18 agosto 1999    | Concord              | Stati Uniti     | Concord Pavilion                       |
| 20 agosto 1999    | Anaheim              | Stati Uniti     | Arrowhead Pond                         |
| 21 agosto 1999    | Anaheim              | Stati Uniti     | Arrowhead Pond                         |
| 24 agosto 1999    | San Diego            | Stati Uniti     | San Diego Sports Arena                 |
| 25 agosto 1999    | Sacramento           | Stati Uniti     | ARCO Arena                             |
| 27 agosto 1999    | Las Vegas            | Stati Uniti     | MGM Grand Garden Arena                 |
| 28 agosto 1999    | Las Vegas            | Stati Uniti     | MGM Grand Garden Arena                 |
| 1º settembre 1999 | Tinley Park          | Stati Uniti     | New World Music Theatre                |
| 2 settembre 1999  | Saint Louis          | Stati Uniti     | Kiel Center                            |
| 4 settembre 1999  | Cincinnati           | Stati Uniti     | Firstar Center                         |
| 5 settembre 1999  | Buffalo              | Stati Uniti     | Marine Midland Center                  |
| 7 settembre 1999  | State College        | Stati Uniti     | Bryce Jordan Center                    |
| 8 settembre 1999  | Virginia Beach       | Stati Uniti     | Virginia Beach Amphitheatre            |
| 10 settembre 1999 | Indianapolis         | Stati Uniti     | Deer Creek Music Center                |
| 11 settembre 1999 | Detroit              | Stati Uniti     | The Palace of Auburn Hills             |
| 12 settembre 1999 | Detroit              | Stati Uniti     | The Palace of Auburn Hills             |
| 14 settembre 1999 | Madison              | Stati Uniti     | Kohl Center                            |
| 15 settembre 1999 | Grand Rapids         | Stati Uniti     | Van Andel Arena                        |
| 17 settembre 1999 | Columbus             | Stati Uniti     | Polaris Amphitheater                   |
| 18 settembre 1999 | Chicago              | Stati Uniti     | Rosemont Horizon                       |
| 20 settembre 1999 | Moline               | Stati Uniti     | MARK of the Quad Cities                |
| 23 settembre 1999 | Ft. Lauderdale       | Stati Uniti     | National Car Rental Center             |
| 25 settembre 1999 | Orlando              | Stati Uniti     | Orlando Arena                          |
| 26 settembre 1999 | Atlanta              | Stati Uniti     | Philips Arena                          |
| 28 settembre 1999 | Charlotte            | Stati Uniti     | Charlotte Coliseum                     |
| Europa            |                      |                 |                                        |
| 15 ottobre 1999   | Londra               | Regno Unito     | Wembley Arena                          |
| 16 ottobre 1999   | Londra               | Regno Unito     | Wembley Arena                          |
| 18 ottobre 1999   | Londra               | Regno Unito     | Wembley Arena                          |
| 19 ottobre 1999   | Birmingham           | Regno Unito     | NEC Arena                              |
| 21 ottobre 1999   | Glasgow              | Regno Unito     | S.E.C.C.                               |
| 23 ottobre 1999   | Manchester           | Regno Unito     | Manchester Evening News Arena          |
| 24 ottobre 1999   | Manchester           | Regno Unito     | Manchester Evening News Arena          |
| 26 ottobre 1999   | Amburgo              | Germania        | Sporthalle                             |
| 27 ottobre 1999   | Rotterdam            | Paesi Bassi     | Ahoy                                   |
| 29 ottobre 1999   | Colonia              | Germania        | Kölnarena                              |
| 30 ottobre 1999   | Berlino              | Germania        | Velodrom                               |
| 1º novembre 1999  | Francoforte sul Meno | Germania        | Festhalle                              |
| 3 novembre 1999   | Zurigo               | Svizzera        | Hallenstadion                          |
| 4 novembre 1999   | Milano               | Italia          | Fila Forum di Assago                   |
| 6 novembre 1999   | Stoccarda            | Germania        | Schleyerhalle                          |
| 7 novembre 1999   | Innsbruck            | Austria         | Olympiahalle                           |
| 9 novembre 1999   | Parigi               | Francia         | Palais Omnisports de Paris-Bercy       |
| 10 novembre 1999  | Dortmund             | Germania        | Westfalenhalle                         |
| 12 novembre 1999  | Monaco di Baviera    | Germania        | Olympiahalle                           |
| 13 novembre 1999  | Monaco di Baviera    | Germania        | Olympiahalle                           |
| 14 novembre 1999  | Kiel                 | Germania        | Ostseehalle                            |
| 16 novembre 1999  | Oslo                 | Norvegia        | Oslo Spektrum                          |
| 17 novembre 1999  | Stoccolma            | Svezia          | Globe Arena                            |
| 19 novembre 1999  | Göteborg             | Svezia          | Scandinavium                           |
| 21 novembre 1999  | Helsinki             | Finlandia       | Hartwall Areena                        |
| 24 novembre 1999  | Copenaghen           | Danimarca       | Forum                                  |
| 25 novembre 1999  | Copenaghen           | Danimarca       | Forum                                  |
| 27 novembre 1999  | Hannover             | Germania        | Preussag Arena                         |
| 28 novembre 1999  | Francoforte sul Meno | Germania        | Festhalle                              |
| 30 novembre 1999  | Vienna               | Austria         | Stadthalle                             |
| 1º dicembre 1999  | Praga                | Repubblica Ceca | Sazka Arena                            |
| 2 dicembre 1999   | Lipsia               | Germania        | Leipziger Messe                        |
| 5 dicembre 1999   | Dublino              | Irlanda         | The Point                              |
| 6 dicembre 1999   | Dublino              | Irlanda         | The Point                              |
| 8 dicembre 1999   | Birmingham           | Regno Unito     | NEC Arena                              |
| 9 dicembre 1999   | Newcastle upon Tyne  | Regno Unito     | Telewest Arena                         |
| 11 dicembre 1999  | Sheffield            | Regno Unito     | Hallam FM Arena                        |
| 12 dicembre 1999  | Gand                 | Belgio          | Expo des Flanders                      |
| 13 dicembre 1999  | Lisbona              | Portogallo      | Estádio da Tapadinha                   |
| 14 dicembre 1999  | Madrid               | Spagna          | Palacio de los Deportes                |
| 15 dicembre 1999  | Barcellona           | Spagna          | Palau Sant Jordi                       |
| Africa            |                      |                 |                                        |
| 18 dicembre 1999  | Il Cairo             | Egitto          | Giza                                   |
| Nord America      |                      |                 |                                        |
| 30 dicembre 1999  | Atlantic City        | Stati Uniti     | Boardwalk Hall                         |
| 31 dicembre 1999  | Atlantic City        | Stati Uniti     | Boardwalk Hall                         |
| 28 gennaio 2000   | Salt Lake City       | Stati Uniti     | Delta Center                           |
| 29 gennaio 2000   | Las Vegas            | Stati Uniti     | MGM Grand Garden Arena                 |
| 1º febbraio 2000  | Phoenix              | Stati Uniti     | America West Arena                     |
| 2 febbraio 2000   | Los Angeles          | Stati Uniti     | Staples Center                         |
| 3 febbraio 2000   | Los Angeles          | Stati Uniti     | Staples Center                         |
| 5 febbraio 2000   | San Jose             | Stati Uniti     | San Jose Arena                         |
| 9 febbraio 2000   | Louisville           | Stati Uniti     | Freedom Hall                           |
| 11 febbraio 2000  | Chicago              | Stati Uniti     | Allstate Arena                         |
| 12 febbraio 2000  | Lansing              | Stati Uniti     | Breslin Events Center                  |
| 14 febbraio 2000  | Dayton               | Stati Uniti     | Nutter Center                          |
| 15 febbraio 2000  | Champaign            | Stati Uniti     | Assembly Hall                          |
| 17 febbraio 2000  | Toronto              | Canada          | Air Canada Centre                      |
| 18 febbraio 2000  | Ottawa               | Canada          | Corel Centre                           |
| 21 febbraio 2000  | Miami                | Stati Uniti     | American Airlines Arena                |
| 24 febbraio 2000  | East Rutherford      | Stati Uniti     | Continental Airlines Arena             |
| 26 febbraio 2000  | Raleigh              | Stati Uniti     | Entertainment & Sports Arena           |
| 27 febbraio 2000  | Washington           | Stati Uniti     | MCI Center                             |
| 29 febbraio 2000  | Greenville           | Stati Uniti     | Bi-Lo Center                           |
| 1º marzo 2000     | Roanoke              | Stati Uniti     | Roanoke Civic Center                   |
| 2 marzo 2000      | Roanoke              | Stati Uniti     | Roanoke Civic Center                   |
| 4 marzo 2000      | Boston               | Stati Uniti     | Fleet Center                           |

## Incassi del tour
- Nord America: $116,8 milioni
- Europa: $42,4 milioni
- Africa: $800.000
- Totale: $210 milioni

## Personale
Staff
- Tour director: Doriana Sanchez
- Direttore musicale: Paul Mirkovich
- Stilista: Bob Mackie

Band
- Tastiere: Paul Mirkovich e Darrel Smith
- Chitarre: David Barry
- Basso: Don Boyette
- Batteria: Mark Schulman
- Coriste: Stacy Campbell e Patti Darcy Jones
- Ballerini: Bubba Carr, Aaron Cash, Kristin Whillits, Suzanne Easter, Tovaris Wilson e Addie Yungmee